# Dugenta
Dugenta község (comune) Olaszország Campania régiójában, Benevento megyében.

## Fekvése
A megye délnyugati részén fekszik, 35 km-re északkeletre Nápolytól, 30 km-re nyugatra a megyeszékhelytől. Határai: Castel Campagnano, Frasso Telesino, Limatola, Melizzano és Sant’Agata de’ Goti.

## Története
Első említése 883-ból származik. A következő századokban nemesi birtok volt. A 19. században nyerte el önállóságát, amikor a Nápolyi Királyságban felszámolták a feudalizmust.

## Népessége
A népesség számának alakulása:

## Főbb látnivalói
- Castello (a település vára)
- Palazzo Vanvitelliano
- Sant’Andrea-templom
- Sant’Andrea Apostolo-templom
- San Nicola-templom
- Santa Maria in Pesole-kápolna